# Дьюар, Томас
Томас Роберт Дюар (англ. Thomas Robert Dewar, 6 января 1864, Перт — 11 апреля 1930) — шотландский предприниматель, производитель виски.
В конце XIX века решил сделать виски узнаваемым во всём мире. Оставив старшего брата в Шотландии заниматься делами, он отправился в кругосветное путешествие. За 2 года Дьюар посетил 26 стран и открыл представительства своей компании по всему миру. В итоге он не только сделал Dewar’s всемирно известным брендом, но и написал книгу «Путешествие вокруг света», которая стала бестселлером.
Любимое выражение Дюара: сознание как парашют — работает только в открытом состоянии.

## Креативный директор
Сын хозяина основанной в 1846 году в городе Перте фирмы, торгующей виски и вином, Томас Роберт Дюар родился в Перте 6 января 1864 года, когда его отцу было уже 59 лет. Учился в местной художественной академии, где считался одним из лучших. А ведь некоторые его одноклассники, например В. М. Фрейзер, стали известными шотландскими художниками.
Любовь к изящным искусствам Томми сохранил на всю жизнь, но сам пошел другим путём. Закончив учёбу, устроился в компанию «Forrest & Turnbull», потом перешел в фирму «Robertson & Baxter», которая занималась в Глазго дистрибуцией вина и крепких алкогольных напитков — этот опыт очень пригодился Томми в будущем.
В 1881 году отец, Джон Дюар, умер, и компанию унаследовали сыновья. Братья разделили обязанности. Старший, Джон Александер, прирожденный менеджер и тонкий знаток виски, взял на себя управление производством. Томас же, художественная натура, занялся тем, что сейчас называется promotion, «продвижение продукта».
В 1885 году он перебрался в Лондон — завоевывать столицу. И начал действовать. Нанимал подставных лиц, которые расхаживали по пабам и требовали виски Dewar’s. Естественно, оного там не обнаруживалось, и глубоко разочарованный посетитель удалялся. После нескольких визитов такого спецагента в паб являлся Томми собственной персоной и спрашивал: а не хочет ли хозяин взять на реализацию его продукт? Хозяин только радовался: на ловца и зверь бежит!
Уже в 1887 году в Лондоне открывается офис компании — на улице Уорик в районе Чаринг Кросс. В том же году появился и первый официальный дилер Dewar’s.
Если считать от первого приза на Международной выставке в Эдинбурге в 1886 году, за свою историю Dewar’s получил свыше 200 наград — больше, чем любой другой виски в мире. В 1893 году компанию пожаловали званием официального поставщика двора королевы Виктории, после чего все без исключения английские монархи признавали Dewar’s лучшим из скотчей. Их мнение разделяли короли Испании и Швеции, германский кайзер Вильгельм и даже президент США Бенджамин Гаррисон. А престижную премию за экспортные достижения, основанную королевой Елизаветой Второй, компания John Dewar and Sons получала 7 раз. Сегодня Dewar’s — виски номер один в США, и на шестом месте в мире.

## Кругосветное путешествие
Чтобы расширить семейный бизнес, в августе 1892 года Томми отправляется в первое из своих двух кругосветных путешествий. За два года он объехал 26 стран, где наблюдал за чужими нравами и закладывал основу для экспорта. Результат — 32 агента в разных странах, книга «Прогулка вокруг света» и мощный рывок в развитии бизнеса: товарооборот вырос в 10 раз. Конечно, в том была заслуга и Джона Александра Дюара, который дома в Шотландии усиленно наращивал производство, чтобы поспевать за спросом. В 1894 году, по возвращении Томаса из кругосветки, капитализация компании достигла £100 000. Годовое производство виски Dewar’s достигло миллиона галлонов. В центре Лондона красовался великан-горец с бутылкой виски — самая большая световая реклама в Европе.

## Королевские почести
Заслуги Томаса Дьюара перед родиной были оценены по достоинству. Королевским указом ему даровали герб. А в 1902 году в честь коронации Эдуарда VII Томаса Дьюара посвятили в рыцари.
12 мая 1908 года в Лондоне в районе Хеймаркет открылся офис Dewar’s, известный как «Дом Дьюара». На первом этаже здания Томас, теперь уже сэр, устроил клуб, который вскоре превратился в любимое место встреч весьма именитых персон — министры, артисты, художники и оперные дивы общались там друг с другом в неформальной творческой атмосфере.
В 1919 году Томас Дьюар стал мэром и отныне гордо именовался как «барон Дьюар из Хоумстола». Путешествуя по Америке в 1920 году, он оказался свидетелем вступления в силу сухого закона и прокомментировал это событие весьма эмоционально: «Сухой закон — обман, профанация и ловушка. Рыбаки больше не рыбачат ради рыбы. Они рыбачат в надежде выловить ящик виски, который выбросили за борт контрабандисты, удирающие от таможенников…»
Впрочем, бизнесу Дьюара не могли помешать никакие сухие законы. Как-то в Канаде сэр Томас, заехав в «сухую» провинцию, попытался купить виски у кондуктора в автобусе. «Не могу, босс, — отнекивался тот, — выпивка запрещена». Но после долгих уговоров все же посоветовал Дьюару зайти в магазинчик на следующей остановке. «У вас есть виски?» — обратился к продавцу магнат. «Нет, здесь спиртное под запретом. Зато наша микстура от холеры наверняка окажется кстати», — и продавец протянул Дьюару знакомую бутылку. «На ней было написано: микстура от холеры, принимать по стакану каждые два часа, — вспоминал сэр Томас в своей книге. — А на другой стороне красовалась этикетка одной шотландской вискикурни, чье название я не хочу произносить — из врождённой скромности».
Сэру Томасу всегда было присуще отменное чувство юмора. Однажды, будучи в Харрогейте, он зашел в магазин своего давнего друга сэра Томаса Липтона и сообщил сотрудникам, что приехал из лондонского головного офиса с инспекцией. Тщательно осмотрев все, выразил удовлетворение тем, как идут дела, и объявил, что каждый служащий получает 1 фунт прибавки к недельному жалованью. Липтон оценил шутку и подтвердил прибавку: «А что делать? Придется платить». В другой раз, путешествуя по Африке, Дьюар отправил Липтону послание: «Здесь можно купить три жены за шесть фунтов чая „Липтон“. Почему бы тебе не приехать?» Липтон немедленно телеграфировал в ответ: «Высылаю образцы чая. Вышли образцы жён».

## Последователи философии
Жизненные ценности Томаса Дюара и его философия с каждым годом обретают всё большее число поклонников. С его именем связаны литературные «Чтения Dewar’s»; в его честь назван московский luxury-ресторан «Tommy D», с которого эти «Чтения» и начались при участии популярных столичных персон; ему обязано своим созданием сообщество «Dewarist» на блог-платформе Живой Журнал, авторами которого являются известные журналисты, актеры и звезды российского шоу-бизнеса.
Последователи свободолюбивой и интеллектуальной идеологии регулярно проводят для всех желающих конкурсы, так или иначе связанные с самим Томасом Дьюаром и его крылатыми изречениями.

## Шутки и афоризмы
Шутки и афоризмы Дюара даже получили особое название: «дюаризмы». Передавались из уст в уста: «Не греши, и мужья тебе не страшны; не пиши — и жёны тоже». «Машины заменяют людей, но не ослов».
Один из наиболее популярных «дюаризмов» звучит так: «Самую большую ложь пишут на надгробиях».